# BASICA
BASICA ("BASIC Advanced") is een eenvoudige BASIC-interpreter, ontwikkeld door Microsoft voor PC-DOS. In BASICA kon gebruikgemaakt worden van de BASIC-ROM-routines die in vroegere modellen IBM PC's aanwezig waren. Functies voor bestandstoegang en opslag van programma's op schijf waren toegevoegd. BASICA draait niet op niet-IBM PC's en niet op latere IBM-modellen vanwege het ontbreken van de vereiste ROM BASIC.
BASICA's geïntegreerde ontwikkelomgeving toont gelijkenis met de Dartmouth Time Sharing System behorend bij Dartmouth BASIC. In beide varianten kan de gebruiker zijn instructies op een prompt ingeven. Als zo'n instructie met een regelnummer (om de instructies te ordenen) begint wordt hij als onderdeel van het huidige programma toegevoegd. Zonder regelnummer wordt de instructie direct uitgevoerd.
BASICA werd opgevolgd door Microsoft GW-BASIC, die er sterk op leek maar geen gebruik maakte van ROM-BASIC-routines en zodoende op nagenoeg elke IBM-compatible computer kon draaien.